# Rendova
Rendova – wyspa w grupie Nowa Georgia na Wyspach Salomona na południowym Pacyfiku, na wschód od Papui-Nowej Gwinei. Zajmuje powierzchnię 411,3 km². Mieszkańcy posługują się dwoma tubylczymi językami: austronezyjskim ughele na północy oraz papuaskim touo na południu.
Plaże z czarnym piaskiem rozciągające się wzdłuż południowo-zachodniego wybrzeża Rendovy są ważnym miejscem lęgowym dla zagrożonego gatunku żółwia skórzastego. Miejscowe towarzystwo ochrony o nazwie Tetepare Descendant’s Association prowadzi ochronę żółwia skórzastego w miejscowościach nadmorskich Baniata, Havilla i Retavo.
Rendova jest miejscem akcji komedii Willa Randalla pt. Solomon Time. Książka opowiada o brytyjskim nauczycielu, który przeprowadza się na Rendovę w celu zorganizowania projektu społecznego.

## II wojna światowa

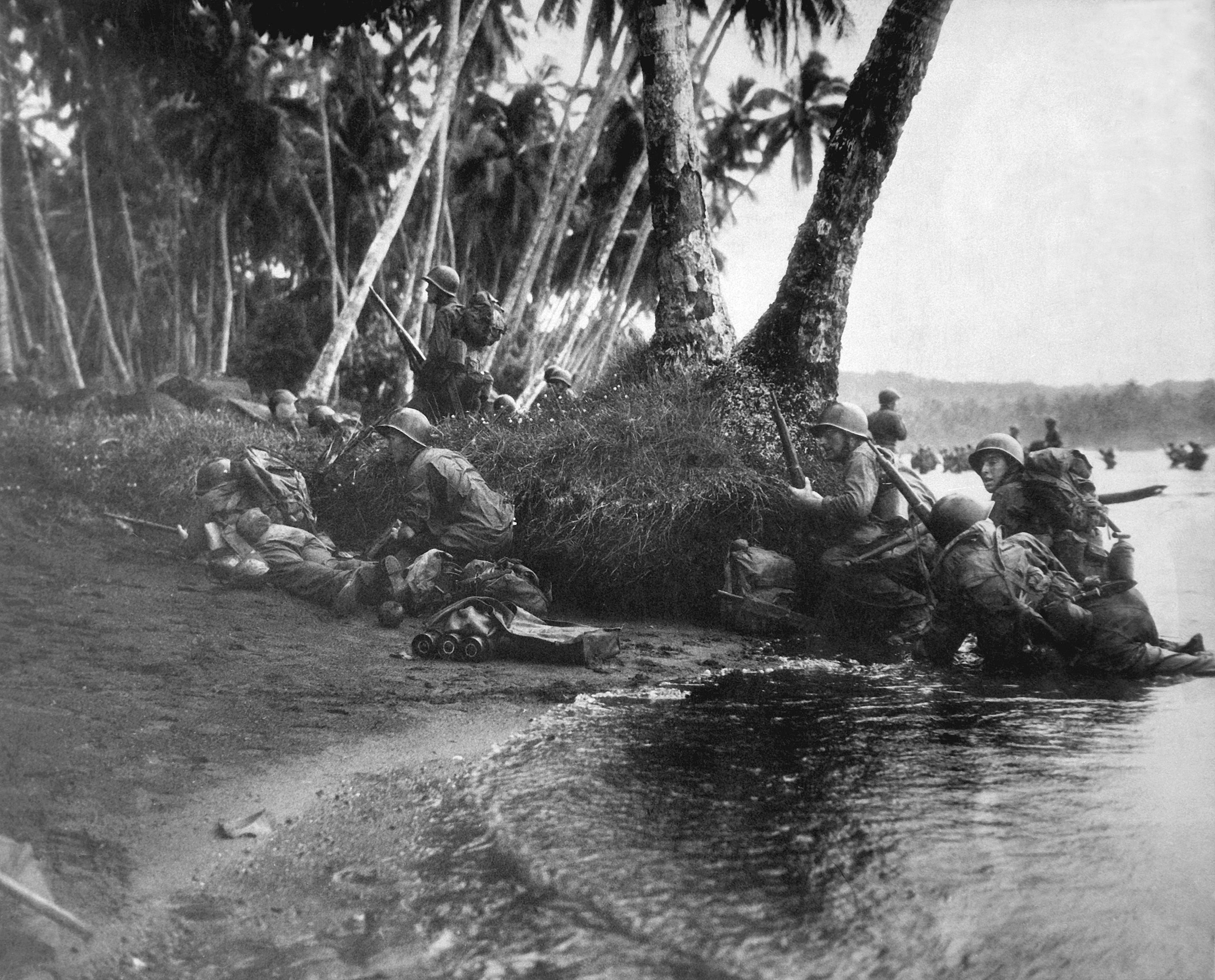
Amerykanie lądujący na Rendovie (1943)

W 1943 r. na Rendovie znajdowała się główna amerykańska baza kutrów PT. Dwaj tubylcy: Biuku Gasa i Eroni Kumana przebyli 60 km w swojej dłubance i dostarczyli do bazy wiadomość wyrytą na orzechu kokosowym od mł. porucznika Johna F. Kennedy’ego, po tym jak jego kuter, PT-109, został staranowany przez japoński niszczyciel Amagiri, a Kennedy i jego załoga byli uwięzieni na jednej z pobliskich wysp.